# Мануйлівський літературно-краєзнавчий музей
Мануйлівський літературно-краєзнавчий музей у селі Верхній Мануйлівці Кременчуцького району, Полтавської області.
«Сьогодні трудовий контракт з керівником поки що не укладається. Будемо думати над статутом музею: чи він буде краєзнавчий: з експозицією про Козельщину і Козельщинський край; чи це взагалі буде музей Української слави чи Героїв України. Тобто він однозначно вже не буде музеєм Горького. З напрямком визначимося вже після нашої перемоги», — зазначив у інтерв’ю газеті «Козельщинські вісті» Козельщинський селищний голова Олександр Троцький.
=

## Цікаві факти
=